# تپه معصوم‌زاده
تپه معصوم‌زاده مربوط به دوره ساسانیان است و در شهرستان جاجرم، بخش مرکزی، دهستان گلستان، ۵۰۰ متری غرب روستای چهار چوبه واقع شده و این اثر در تاریخ ۷ اسفند ۱۳۸۶ با شمارهٔ ثبت ۲۱۳۰۶ به‌عنوان یکی از آثار ملی ایران به ثبت رسیده است. (محمد معصوم‌زاده)